# 429 pr. n. št.
Stoletja: 6. stoletje pr. n. št. - 5. stoletje pr. n. št. - 4. stoletje pr. n. št.
Desetletja: 470. pr. n. št. 460. pr. n. št. 450. pr. n. št. 440. pr. n. št. 430. pr. n. št. - 420. pr. n. št. - 410. pr. n. št. 400. pr. n. št. 390. pr. n. št. 380. pr. n. št. 370. pr. n. št.
Leta: 434 pr. n. št. 433 pr. n. št. 432 pr. n. št. 431 pr. n. št. 430 pr. n. št. - 429 pr. n. št. - 428 pr. n. št. 427 pr. n. št. 426 pr. n. št. 425 pr. n. št. 424 pr. n. št.

## Smrti
- - Periklej, grški filozof in državnik (* 495 pr. n. št.)